# 罗瑟拉研究站
罗瑟拉研究站（英語：Rothera Research Station），英国设立的南极科学考察站，位于阿德莱德岛。1975年建立，设有生物实验室和一个研究中心。附近建飞机场，提供物质需求。该站为全年性，夏季可容纳130人，冬季可容纳22人。罗瑟拉研究站还是英属南极领地的首府。